# Enrique Wolff
Enrique Ernesto Wolff Dos Santos (Victoria, Buenos Aires, 1949. február 21. –) válogatott argentin labdarúgó, hátvéd.

## Pályafutása

### Klubcsapatban
1967 és 1972 között a Racing Club, 1973–74-ben a River Plate labdarúgója volt. Az 1974-es világbajnokság után Spanyolországba szerződött. 1974 és 1977 között a Las Palmas, 1977 és 1979 között a Real Madrid játékosa volt. A Reallal két spanyol bajnoki címet nyert. 1979-ben hazatért és az Argentinos Juniors csapatában szerepelt. 1981-ben a Tigre játékosaként vonult vissza.

### A válogatottban
1972 és 1974 között 27 alkalommal szerepelt az argentin válogatottban és egy gólt szerzett. Részt vett az 1974-es NSZK-beli világbajnokságon.

## Sikerei, díjai
Real Madrid
- Spanyol bajnokság (La Liga)
  - bajnok (2): 1977–78, 1978–79